# الاحتلال الإيطالي لكورسيكا

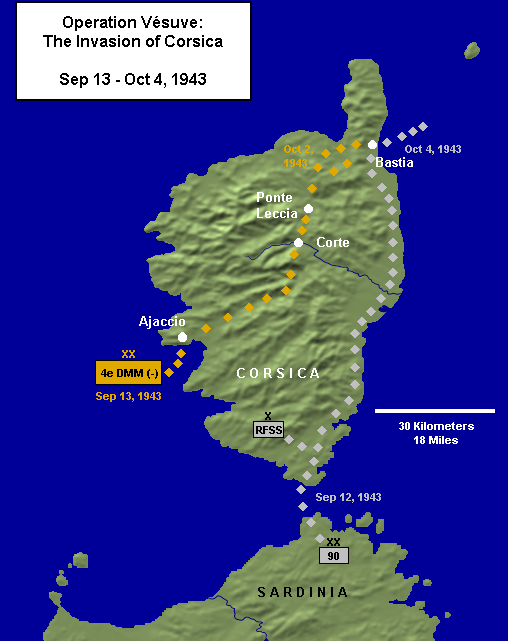
صورة خرائطية لجزيرة كورسيا

احتُلت جزيرة كورسيكا عسكريًا (وإداريًا) من قِبل مملكة إيطاليا خلال الحرب العالمية الثانية. استمر الاحتلال من نوفمبر 1942 إلى سبتمبر 1943.

## سجل تاريخي
بعد فترة أولية من تعزيز السيطرة على كورسيكا، بدأت القوات الإيطالية منذ الشهور الأولى لربيع عام 1943 تخسر السيطرة الإقليمية أمام المقاومة المحلية، وفي أعقاب الاستسلام الإيطالي للحلفاء اتخذت شتى الوحدات أطرافًا مختلفة في المعركة الدائرة بين القوات الألمانية التي وصلت حديثًا من جهة، ومقاتلي المقاومة وقوات فرنسا الحرة من جهة الأخرى.

### الاحتلال
في 8 نوفمبر 1942، حطَّ الحلفاء في شمال أفريقيا. في ردها، نظمت ألمانيا النازية العملية أنتون، احتلت إيطاليا في إطارها جزيرة كورسيكا في 11 نوفمبر (الاسم الحركي للعملية الإيطالية: «العملية سي2»)، وبعض أجزاء فرنسا حتى نهر الرون.
تلقى الاحتلال الإيطالي لكورسيكا تشجيعًا قويًا من قِبل الحركة الوحدوية الإيطالية خلال الفترة الفاشية في إيطاليا. بدايةً، تضمنت قوى الاحتلال 30,000 إيطالي ووصلت تدريجيًا إلى 85,000 جندي تقريبًا. عُدّت قوة احتلال ضخمة بالمقارنة مع تعداد السكان المحلي البالغ 220,000.
تمكنت فرقة المشاة العشرون «فريولي»، وهي جزء من سلاح الجيش السابع التابع للجيش الملكي الإيطالي (ريجيو إيسركيتو)، من احتلال كورسيكا، التي لا تزال تحت السيادة الرسمية لفرنسا الفيشية، دون مقاومة. بسبب النقص الملموس لحركات المقاومة الشعبية الموالية في البداية ولتجنب المشاكل مع المارشال فيليب بيتان، لم تُشكَّل أي وحدة كورسيكية تحت السيطرة الإيطالية (عدا عن كتائب عمالية في مارس 1943). أظهر الشعب الكورسيكي في البداية بعض الدعم للإيطاليين، يعود ذلك جزئيًا إلى البروباغندا الوحدوية. نمت القوات الإيطالية لتصل إلى فرقتي جيش (فريولي وكريمونا)، وكتيبتين ساحليتين (الكتيبة الساحلية الإيطالية 225 والكتيبة الساحلية الإيطالية 226)، وثمانية فيالق من الميليشيا الفاشية، وبعض وحدات الشرطة العسكرية والكارابنييري (قوات الدرك الوطني الإيطالية). كانت القوات الإيطالية تحت قيادة الجنرال موندينو حتى نهاية ديسمبر 1942، وبعدها تحت قيادة الجنرال كاربوني حتى مارس 1943 ولاحقًا تحت قيادة الجنرال ماغلي حتى سبتمبر 1943.

### التواطؤ
في كورسيكا، دعم المتواطئون المحليون المرتبطون بالوحدوية الاحتلال الإيطالي، قائلين إنه كان إجراءً احترازيًا ضد هجومٍ أنجلو-أمريكي محتمل. أيضًا، تعاون بعض ضباط الجيش الكورسيكي مع إيطاليا، من بينهم الرائد المتقاعد بانتالتشي (وابنه أنتونيو) والعقيد مونديلي والعقيد سيمون بيترو كريستوفيني (وزوجته، مارتا رينوتشي، أول صحفية كورسيكية امرأة). كان كريستوفيني، الذي قابل بينيتو موسوليني في روما، داعمًا قويًا لتوحيد كورسيكا مع إيطاليا ودافع عن المُثل الوحدوية. بالفعل، تعاون كريستوفيني بشكلٍ فاعل مع القوات الإيطالية خلال الأشهر الأولى من عام 1943 و(باعتباره قائد قوات أجاكسيو) ساعد الجيش الإيطالي على قمع المقاومة في كورسيكا قبل الهدنة الإيطالية في سبتمبر 1943. تعاون بشكل وثيق مع الكاتب الكورسيكي الشهير بيترو جيوفاكيني، الذي عُيّن «حاكم كورسيكا» المحتمل إذا ما ضمت مملكة إيطاليا الجزيرة.
في الأشهر الأولى من عام 1943 نظم الوحدويون هؤلاء، تحت قيادة بيترو جيوفاكيني وبينيتو بولي، جهودًا دعائية واسعة النطاق بين الشعب الكورسيكي لتشجيع وحدة كورسيكا مع إيطاليا بتشكيل «محافظة كورسيكا»، مثلما حدث عام 1941 مع دالماسيا (حين شكل موسوليني محافظة دالماسيا). في الحقيقة، كان هناك دعم طفيف للاحتلال الإيطالي من قِبل معظم الشعب الكورسيكي حتى صيف 1943.[بحاجة لمصدر]
كان الاحتلال الإيطالي لكورسيكا متعلقًا بهيمنة ألمانيا النازية على أوروبا التي مارس أدولف هتلر سيطرة مطلقة عليها: لذلك أرجأ بينيتو موسوليني توحيد كورسيكا مع إيطاليا لحين تحقيق «معاهدة سلام» بعد النصر الافتراضي لدول المحور في الحرب العالمية الثانية، ويرجع ذلك لسببٍ رئيسي وهو المعارضة الألمانية للمطالبات الوحدوية.

### الإدارة
أُديرت الحياة الاجتماعية والاقتصادية في كورسيكا من قِبل السلطات المدنية الفرنسية الرسمية: المحافظ وأربعة نواب له في أجاكسيو وباستيا وسارتيني وكورت. ساعد هذا الأمر في الحفاظ على الهدوء في الجزيرة خلال الأشهر الأولى من الاحتلال الإيطالي. في 14 نوفمبر 1943، أكد المحافظ من جديد على السيادة الفرنسية على الجزيرة وقال أن القوات الإيطالية ما هي إلا قوات محتلة.